# Зелёный луч
Зелёный луч — оптическое явление, вспышка зелёного света в момент исчезновения солнечного диска за горизонтом (обычно морским) или появления его из-за горизонта.

## Наблюдение явления
Для наблюдения зелёного луча необходимы три условия: открытый горизонт (в степи, тундре, горах или на море в отсутствие волнения), чистый воздух и сторона горизонта, свободная от облаков, где происходит заход или восход Солнца. Наблюдение невооруженным глазом — достаточно редкое явление. Используя подзорную трубу, телескоп, бинокль, и заранее наведя прибор на точку восхода Солнца, можно увидеть практически в любой день при подходящей погоде. Смотреть можно не более нескольких секунд, это опасно. При заходе Солнца его яркий свет вовсе не позволяет использовать оптику.
Обычная продолжительность зелёного луча всего несколько секунд. Можно значительно увеличить время его наблюдения, если при его появлении быстро взбегать по насыпи или переходить с одной палубы судна на другую с такой скоростью, чтобы сохранить положение глаза относительно зелёного луча. Во время одной из экспедиций к Южному полюсу американский лётчик и исследователь Ричард Бэрд наблюдал зелёный луч в течение 35 минут. Это произошло в конце полярной ночи, когда край солнечного диска в первый раз появился над горизонтом и передвигался вдоль него (при наблюдении с полюса солнечный диск движется почти горизонтально: скорость его подъёма очень мала).

## Физика явления
Преломление (рефракция) солнечных лучей в атмосфере сопровождается их дисперсией, то есть разложением в спектр. При этом сила рефракции зависит от длины волны луча: чем меньше длина волны луча, тем сильнее он будет приподниматься за счёт атмосферной рефракции.
В результате наложения друг на друга цветовых лучей от отдельных точек солнечного диска центральная часть его останется белой (а точнее, за счёт рассеяния весь диск становится красным) и только верхняя и нижняя каёмки диска оказываются в преимущественном положении. Верхняя становится сине-зелёной, нижняя — оранжево-красной. Красная и оранжевая части диска Солнца заходят за горизонт раньше зелёной и голубой.
Атмосферная дисперсия солнечных лучей в наиболее явном виде проявляется в самый последний момент захода Солнца, когда над горизонтом остается небольшой верхний сегмент, а затем только самая «макушка» солнечного диска. Последний луч заходящего Солнца, разлагаясь в спектр, образует «веер» цветных лучей. Расхождение крайних лучей видимого диапазона — фиолетовых и красных — составляет в среднем 38", но при более сильной рефракции оно может быть и значительно больше. Когда Солнце погружается под горизонт, последним лучом мы должны были бы увидеть фиолетовый. Однако самые коротковолновые лучи — фиолетовые, синие, голубые — на долгом пути в атмосфере (когда Солнце уже у горизонта) настолько сильно рассеиваются, что не доходят до земной поверхности. Кроме того, к лучам этой части спектра меньше чувствительность глаза человека. Поэтому последний луч заходящего Солнца оказывается яркого изумрудного цвета. Это явление и получило название зелёного луча.
При восходе Солнца имеет место обратная смена цветов. Первый луч восходящего Солнца — зелёный; затем к нему добавляется жёлтый, оранжевый и, наконец, красный, вместе формирующие обычный дневной свет Солнца.
Явление зелёного луча бывает трёх форм:
- в виде зелёного края верхней части диска Солнца,
- в виде зелёного сегмента
- в виде зелёного луча, который похож на зелёное пламя, вырывающееся из-за горизонта.

- Зелёный луч при закате солнца 30 июня 2010 г. над морем на острове Гельголанд в Германии…
- …и через 20—35 секунд после предыдущего снимка.

## Синий и красный лучи
При исключительно высокой прозрачности воздуха последний луч может быть зелёно-голубым и даже голубым. Подобное явление наблюдается исключительно редко.
Также крайне редко возможно наблюдение «красного луча». Красный луч возникает в момент появления нижнего края диска Солнца под чётко сформированной кромкой тучи, закрывающей остальную часть диска. При этом высота Солнца над горизонтом должна быть минимальной, а воздух полностью прозрачным. Физика явления аналогична описанной выше физике зелёного луча.

## Зелёный луч от других небесных тел
При очень спокойной и прозрачной атмосфере из некоторых мест земного шара возможно наблюдение зелёного луча Венеры при её заходе. В частности, это явление наблюдал А. Саврухин летними вечерами 1949 года в районе Ашхабада, а также К. А. Любарский и И. Н. Латышев каждый день с 27 июня по 6 июля 1957 года в 22 км к западу от Ашхабада.

## В культуре
- Роман Жюля Верна «Зелёный луч» (1882) посвящён этому явлению.
- В книге Леонида Соболева «Зелёный луч» (1954) о моряках, служащих на сторожевых катерах Черноморского флота во время Великой Отечественной войны, описывается поверье, что кто его увидит — того ждёт счастье.
- В повести «Стажёры» (1961) братьев Стругацких.
- Сцена восхода солнца в XIX главе повести А. П. Чехова «Дуэль» (1891).
- Фильм «Зелёный луч» (1986) французского режиссёра Эрика Ромера.
- В третьей части фильма «Пираты Карибского моря» зелёный луч, по словам мистера Гиббса, появляется, когда душа возвращается из загробного мира в мир живых.
- Упоминается в телесериале «Череп и кости» (6 эпизод).
- В фильме «Голубая лагуна» (2012).
- Явление подробно описано в научно-популярной книге Якова Перельмана «Занимательная физика».
- Сингл группы AKB48 «Green Flash» (2015) посвящён этому явлению.
- Стихотворение Н. А. Заболоцкого «Зелёный луч» (1958)[6].
- Стихотворение Н. С. Гумилёва «Разговор» («Когда зелёный луч, последний на закате...»)
- Песня Милен Фармер "Зелёный луч" из альбома "L'Emprise" (2022).